# Max Schermann
Max Schermann (* 15. November 1873 in Ellwangen (Jagst); † 15. März 1929 in Riedlingen) war ein deutscher Politiker (Zentrum).

## Leben
Schermann besuchte die Gymnasien Ellwangen und Ravensburg und studierte danach Philosophie, Philologie und Kunstgeschichte in Tübingen und Paris. In Tübingen wurde er Mitglied der katholischen Studentenverbindung KStV Alamannia Tübingen im KV. 1904 erfolgte die Promotion zum Dr. phil. in Tübingen mit dem Thema Der Erste Punische Krieg im Lichte der Livianischen Tradition. Ein Beitrag zur Geschichtsschreibung des Livius und seiner Nachfolger.
Ab 1906 war im Schuldienst tätig. Zunächst wurde er Oberpräzeptor in Mergentheim und später Gymnasiallehrer in Stuttgart, Rottweil, Ravensburg und Mergentheim. 1912 wurde er Rektor am Progymnasium Riedlingen.
Schermann war von 1920 bis 1929 Mitglied des Landtags des freien Volksstaates Württemberg. 1920 wurde er für den Wahlkreis Württemberg XXII: Biberach-Saulgau-Riedlingen auf Platz 3 gewählt und 1924 und 1928 als Spitzenkandidat im 5. Wahlverband Biberach-Ehingen-Laupheim-Riedlingen. Von 1920 bis 1924 gehörte er dem Ausschuss für innere Verwaltung und von 1924 bis 1929 dem Finanzausschuss an.
Schermann starb 1929 an einem Herzschlag.

## Publikationen (Auswahl)
- Der erste punische Krieg im Lichte der livianischen Tradition: ein Beitrag zur Geschichtsschreibung des Livius und seiner Nachfolger. Stuttgart 1905 (Tübingen, Univ., phil. Diss., 1904).
- mit Sophie Klein: Lehrbuch der Weltgeschichte für höhere Schulen. 10. Auflage, Herder, Freiburg i. B. 1906 (Digitalisat).
- Die Bergkirche bei Laudenbach: ihre Geschichte und ihre Kunstschätze; ein Gedenkblatt zur Fünfhundertjahrfeier der Gründung. Thomm, Mergentheim 1912.
- Der Schwäbische K.V. der Tübinger Alamannia und der Stuttgarter Rheno-Nicaria im großen Krieg 1914. Riedlingen 1914 (Digitalisat).
- Geschichte des Gymnasiums zu Ellwangen a. d. Jagst 1460–1802. Kohlhammer, Stuttgart 1920.
- Michel Buck. In: Württembergische Studien. Festschrift zum 70. Geburtstag von Professor Eugen Nägele. Silberburg-Verlag, Stuttgart 1926, S. 223–232.

## Links
- Eintrag zu Max Schermann im Landeskundlichen Informationssystem Baden-Württemberg

| Personendaten    | Personendaten       |
| ---------------- | ------------------- |
| NAME             | Schermann, Max      |
| KURZBESCHREIBUNG | deutscher Politiker |
| GEBURTSDATUM     | 15. November 1873   |
| GEBURTSORT       | Ellwangen (Jagst)   |
| STERBEDATUM      | 15. März 1929       |
| STERBEORT        | Riedlingen          |